# Ретроградная эякуляция
Ретроградная эякуляция (ретроградное семяизвержение, эякуляторный рефлюкс, эякуляция заднего хода) происходит, когда сперма из яичек, которая будет эякулирована через уретру, перенаправляется в мочевой пузырь. Обычно сфинктер мочевого пузыря сокращается перед эякуляцией, герметизируя мочевой пузырь, что, помимо подавления выделения мочи, также предотвращает отток семенной жидкости в мужской мочевой пузырь во время эякуляции. Сперма принудительно выходит через уретру, путь наименьшего сопротивления. Когда сфинктер мочевого пузыря не функционирует должным образом, может произойти ретроградная эякуляция. Она также может быть вызвана преднамеренно мужчиной в качестве примитивной формы контроля над рождаемостью у мужчин (что известно как саксонский половой акт) или как часть некоторых практик альтернативной медицины. Сперма с ретроградной эякуляцией, которая попадает в мочевой пузырь, выводится при следующем мочеиспускании.